# Товарный излишек
Това́рный изли́шек  (перепроизво́дство, това́рный профици́т) — превышение величины предложения над величиной спроса на товар из-за факторов, воздействующих на предложение и (или) спрос. Перепроизводство состоит в образовании избытка отдельных товаров, которые покупатели не способны приобрести. Появление товарного излишка свидетельствует о несовпадении спроса (потребления) и предложения (производства), отсутствии уравновешенной цены на товар, исходя из конъюнктуры рынка.

## Причины появления излишка
Товарный излишек возможен и в плановой, и в рыночной экономиках. В рыночной экономике с плавающими ценами товарный излишек считается неравновесным состоянием, которое быстро корректируется рынком путём снижения цен, уменьшением объемов производства и увеличением спроса на товар. Причинами появления товарного излишка в рыночной экономике являются: ошибка в прогнозах продаж, несбалансированная цена, изменение вкусов потребителя (для розничных товаров), плохая система маркетинга и другие. Плановая экономика в сочетании с государственным регулированием цен лишена рыночного корректирующего механизма, вследствие чего в плановой экономике возможны случаи долговременного товарного излишка. Причинами появления товарного излишка является завышение цены или завышение квоты производства.